# Hybolasius laticollis
Hybolasius laticollis là một loài bọ cánh cứng trong họ Cerambycidae.